# 台湾山蜗牛
台湾山蜗牛（学名：Cyclotus taivanus taivanus），是中腹足目環口螺科Cyclotus的一种。主要分布于台湾，常生长于较干燥并混有石砾的落叶下或地上。